# Успенский собор (Астана)
Кафедральный собор в честь Успения Пресвятой Богородицы (каз. Әулие Мария Успен соборы) — кафедральный собор Астанайской епархии в Астане.

## История
Решение о строительстве Успенского собора в Астане было принято в 2004 году, когда на Астанайскую и Алматинскую кафедру был назначен митрополит Астанинский и Алматинский Мефодий (Немцов). Автором проекта является архитектор Константин Петрович Моряк, который пожертвовал данный проект Церкви  (стоимость пожертвования составляет более 200 млн тенге) и был награждён ктиторской грамотой. В январе 2006 году был заложен первый камень и состоялось освящение фундаментной плиты нового собора, на Пасху 2006 года состоялось первое богослужение. Собор построен при поддержке и непосредственном участии президента Республики Казахстан Нурсултана Назарбаева.
В 2007 году для собора были отлиты и привезены колокола. В августе 2009 года митрополитом Мефодием было проведено освящение пяти куполов и крестов Успенского собора.
На торжественной церемонии присутствовали аким города Астаны И. Н. Тасмагамбетов и посол Российской Федерации в Казахстане М. Н. Бочарников.
17 января 2010 года городской собор был освящён патриархом Московским и всея Руси Кириллом.
4 июня 2011 года на заседании Синода Митрополичьего округа Русской Православной Церкви в Республике Казахстан было принято решение о возведении в Астане при соборе здания Синода Православной Церкви Казахстана и духовно-культурного центра имени святых равноапостольных Кирилла и Мефодия. В духовно-культурном центре находятся: гостиница для паломников, воскресная школа, Астанайское православное молодёжное движение и другое.
7 января 2012 года, в праздник Рождества Христова, первый президент Казахстана Н. А. Назарбаев посетил Успенский кафедральный собор Астаны.
15 октября 2015 года Успенский собор Астаны посетил президент России В. В. Путин и подарил этому Собору икону Покрова Богородицы.
Общая площадь Успенского собора достигает более 2 тысяч м². Храм может вместить до четырёх тысяч человек и является самым большим в Казахстане и в Центральной Азии. Высота здания составляет 68 м.
Собор имеет 3 придела: главный — в честь Успения Богородицы, правый — в честь святых Кирилла и Мефодия и левый — в честь Архистратига Божия Михаила и прочих небесных сил бесплотных.
Нижний храм — в честь новомучеников и исповедников казахстанских.
В верхнем и нижнем храме имеется по 2 исповедальни.

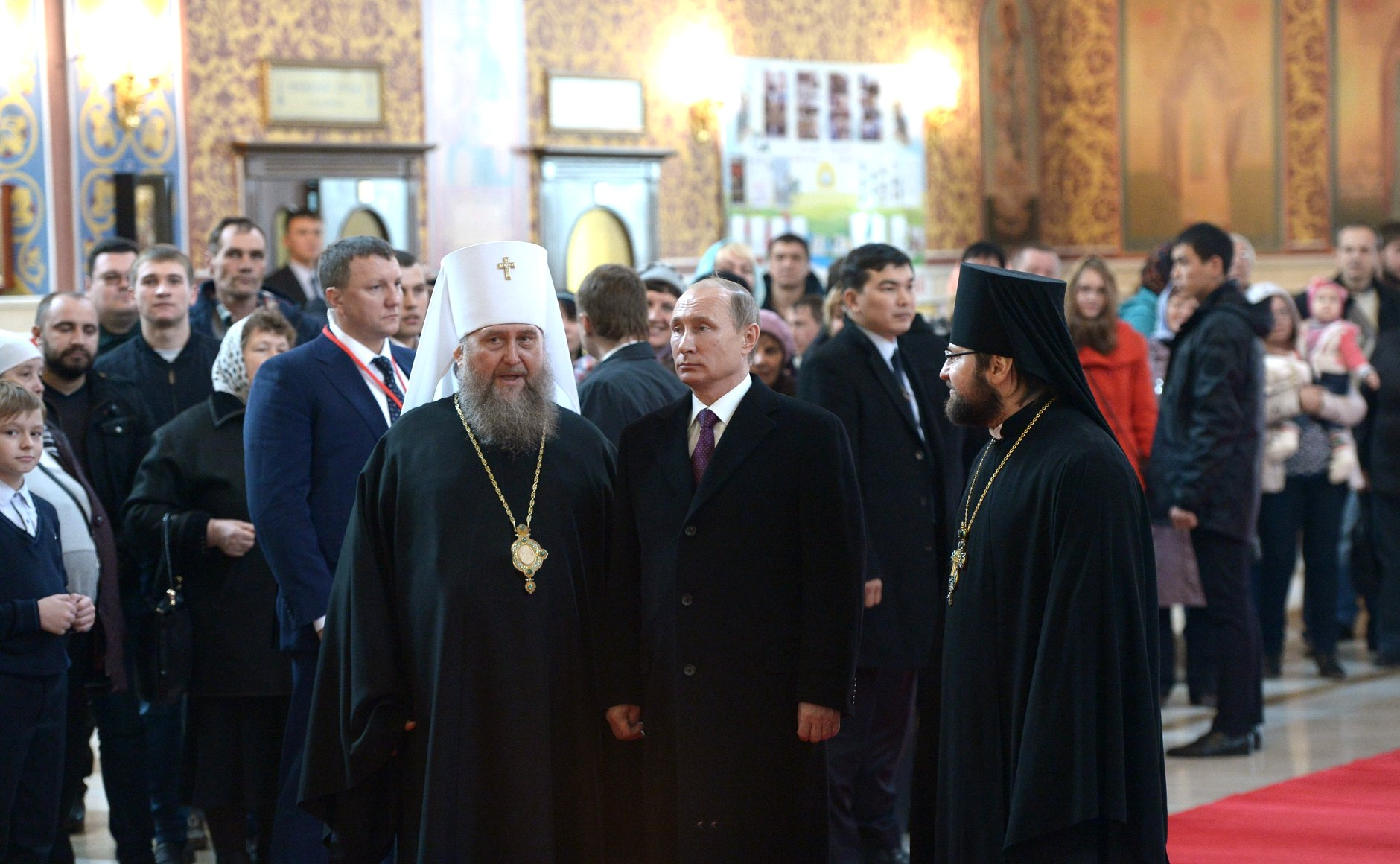
Президент России Владимир Путин, митрополит Астанайский и Казахстанский Александр и настоятель храма архимандрит Сергий в Успенском соборе Астаны. 15 октября 2015 года

В соборе хранятся святыни: частица мощей святого апостола Андрея Первозванного, частицы мощей святых угодников Божиих из Киево-Печерской лавры (Ближние и Дальние пещеры), икона святого Александра Свирского с частицей его мощей, икона преподобной Марии Египетской из монастыря святого Герасима из Иордании, икона Богородицы «Казанская», подаренная патриархом Московским и всея Руси Кириллом.
В верхнем храме есть кабинет дежурного священника.
Патриарх Московский и всея Руси Кирилл посещал собор дважды и подарил собору две иконы Богородицы, одна из которых — икона Богородицы Казанская.
При храме работает вещевой склад для малоимущих (вторник и четверг 14.00-17.00), в нижнем храме — иконная лавка.
При храме действует молодёжный отдел (Астанайское православное молодёжное движение).

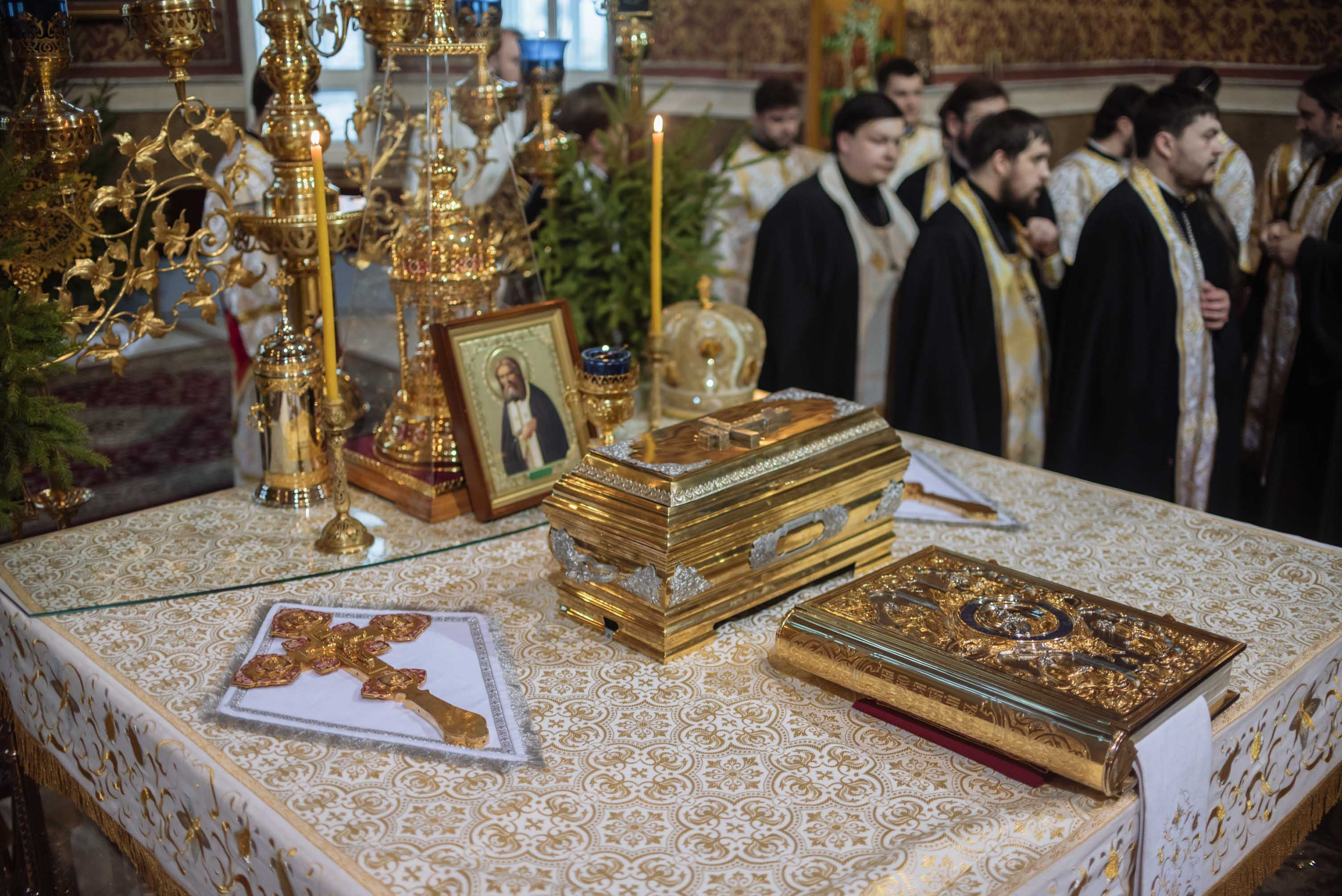
Престол в Алтаре Успенского собора

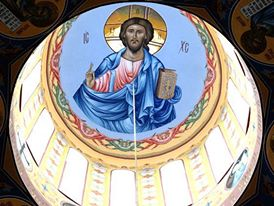
Купол Успенского собора

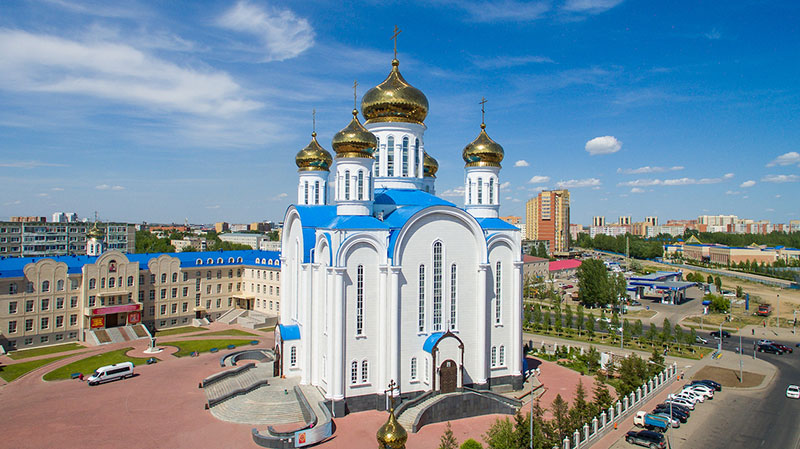

Внутри храм расписан художниками из Палеха (Россия).
Собор открыт каждый день с 8:00 до 19:00. Богослужения в храме совершаются ежедневно.
Территория собора благоустроена, высажены деревья и ограждена забором. Вход в собор оборудован пандусами.
Вечернее Богослужение начинается в 17:00 (воскресенье — в 16:00), начало утреннего Богослужения (Божественная Литургия) — в 8:40.
В воскресенье и праздники Божественная Литургия — в 7:00 и 9:20.
Во дворе собора находится 3-этажный Духовно-культурный центр имени святых Кирилла и Мефодия. В духовно-культурном центре находятся: домовой храм, трапезная, кухня, концертный зал, воскресная школа для детей от 3 до 14 лет, церковно-исторический музей (работает в воскресенье с 11:00 до 13:00), другие помещения.
Перед Духовно-культурным центром стоит памятник святому Сергию Радонежскому.
Во дворе имеется колокольня высотой 75 метров с набором колоколов общим весом 20 тонн. 26 ноября 2016 года по благословению митрополита Астанайского и Казахстанского Александра на новопостроенную колокольню Успенского кафедрального собора установлено устройство для воспроизведения различных видов звона — «электронный звонарь».
Монтаж конструкции осуществлялся в течение двух месяцев. Она позволяет удалённо управлять колоколами с помощью компьютера, который способен воспроизводить десятки композиций.
Набор колоколов был отлит в городе Ярославле (Россия) на ООО «Италмас» — колокольном заводе Николая Шувалова.
Для колокольни Успенского храма страны отлит набор из восьми колоколов общим весом превышающий 11 тонн. Самый большой колокол — «Успенский» — весит 5 тонн 200 килограмм; второй по величине колокол — «священномученик Мефодий» — 3 тонны 200 килограмм и третий по размерам — «преподобный Севастиан» — 1600 килограмм.
Колокола изготавливались на пожертвования православных верующих Казахстана. Желающие внести посильную лепту в создание колокольного набора смогли сделать это, приобретая в храмах Митрополичьего округа особый сертификат. Имена всех жертвователей внесены в синодик Успенского кафедрального собора для вечного поминовения.
Освящение колоколов для Успенского собора состоялось 16 декабря 2015 года. Его совершил Глава Православной Церкви Казахстана митрополит Астанайский и Казахстанский Александр (Могилев). Иеромонах Феодорит (Васильков) из Астаны теперь настоятель Троицкого храма в Омской епархии (Россия).

## Настоятели
- архимандрит Серапион (Дунай) (до марта 2010 года)
- архимандрит Сергий (Карамышев)